# Мазотос
Мазото̀с (на гръцки: Μαζωτός) е село в Кипър, окръг Ларнака. Според статистическата служба на Република Кипър през 2001 г. селото има 784 жители.
Намира се на 22 km от Ларнака.